# Frederick Donnan
Frederick George Donnan (Colombo (Brits-Ceylon), 5 september 1870 - Canterbury, 16 december 1956) was een Iers chemicus en fysicus die bekend staat om zijn werk op het gebied van  membraanevenwichten. Het donnanmembraanevenwicht dat ionisch transport in cellen beschrijft, is naar hem vernoemd. Hij bracht het grootste deel van zijn carrière door aan het University College London.

## Biografie
Donnan werd geboren in Colombo, Ceylon, als zoon van William Donnan, een handelaar in Belfast, en zijn vrouw, Jane Ross Turnley Liggate. Hij bracht zijn vroege leven door in Ulster. Hij werd blind aan één oog als gevolg van een ongeluk tijdens zijn kindertijd en wordt daarom vaak in profiel getoond. Hij studeerde aan Queen's College, Belfast behaalde in 1894 een Bachelor of Arts-diploma, daarna aan de Universiteit van Leipzig bij Wilhelm Ostwald, resulterend in een doctoraat in 1896, gevolgd door onderzoek met J. H. van 't Hoff. Donnan werd toen een onderzoekstudent aan het University College London, waar hij in 1901 toetrad tot het academisch personeel.
In 1903 werd hij universitair docent organische chemie aan het Royal College of Science in Dublin, gevolgd door een leerstoel fysische chemie aan de Universiteit van Liverpool in 1906. In 1913 keerde hij terug naar het University College London, waar hij tot zijn pensionering bleef. Hij werkte er als afdelingshoofd van 1928 tot 1937.
Na zijn emeritaat in 1937 vertrok hij in 1940 uit Londen en vestigde hij zich met zijn beide zusters in het plaatsje Hartlip in Kent.
Donnan stierf op 86-jarige leeftijd in Canterbury. Hij bleef ongehuwd en had geen kinderen.

## Werk
De belangrijkste publicatie van Donnan dateert uit 1911 en handelt over de theorie van de membraanevenwichten voor gevallen waarbij het membraan sommige der aanwezige ionen wel en andere niet doorlaat. Niet alleen de niet permeërende ionen, ook de andere worden ongelijk aan weerszijden van het membraan verdeeld. Er ontstaat een membraanpotentiaal en ook de osmotische druk staat onder de invloed van de ongelijke verdeling der ionen.
Zijn onderzoek was belangrijk voor de leer- en gelatinetechnologie, maar bovenal voor het begrip van het stoftransport tussen levende cellen en hun omgeving. Over dit zogenaamde Donnan-evenwicht werd hij vaak gevraagd om lezingen te geven in Europa en Amerika. Het Donnan-evenwicht blijft een belangrijk concept voor het begrijpen van ionentransport in cellen.

## Eerbewijzen
Donnan ontving verschillende eerbewijzen. Voor zijn werk over de membraanevenwichten verleende de Royal Society hem in 1928 de Davy-medaille. Hij werd ook erelid van de Faraday Society waarvan hij één der oprichters was.